# Anoia (Włochy)
Anoia – miejscowość i gmina we Włoszech, w regionie Kalabria, w prowincji Reggio Calabria.
Według danych na rok 2004 gminę zamieszkiwało 2378 osób, 237,8 os./km².